# Ehrenpreis des österreichischen Buchhandels für Toleranz in Denken und Handeln
Der Ehrenpreis des österreichischen Buchhandels für Toleranz in Denken und Handeln wird seit 1990 vom Hauptverband des österreichischen Buchhandels vergeben. Seit 2017 wird er im Rahmen der Europäischen Literaturtage in Krems an der Donau feierlich verliehen. Es ist die höchste Auszeichnung, die der österreichische Buchhandel zu vergeben hat, vergleichbar mit dem Friedenspreis des deutschen Buchhandels.
Der Ehrenpreis wird an Personen vergeben, die sich in ihrem Werk und durch ihr Engagement für Toleranz gegenüber den anderssprachigen und kulturell anders geprägten Nachbarn in herausragender Art und Weise eingesetzt haben und somit einen Beitrag zu einem friedlichen Miteinander in Europa geleistet haben. Der Preis ist mit 10.000 Euro (2021) dotiert.

## Preisträger
- 1990 Milo Dor
- 1991 Viktor Frankl
- 1992 Inge Merkel
- 1993 Kardinal Franz König
- 1994 Gerhard Roth
- 1995 Simon Wiesenthal
- 1996 Hugo Portisch
- 1997 H. C. Artmann
- 1998 Christine Nöstlinger
- 1999 Sir Peter Ustinov
- 2000 Josef Haslinger
- 2001 Karl-Markus Gauß
- 2002 Ilse Aichinger
- 2003 Konrad Paul Liessmann
- 2004 Erich Hackl
- 2005 Barbara Frischmuth
- 2006 Klaus Wagenbach
- 2007 Martin Pollack
- 2008 Paul Lendvai
- 2009 Erika Pluhar
- 2010 Armin Thurnher[1]
- 2011 Alfred Komarek[2]
- 2012 Brigitte Hamann[3]
- 2013 Barbara Coudenhove-Kalergi[4]
- 2014 Bischof Erwin Kräutler,[5] überreicht am 7. Mai 2015.[6]
- 2015 Doron Rabinovici[7]
- 2016 nicht vergeben
- 2017 Elif Shafak[8]
- 2018 Ilija Trojanow[9]
- 2019 Francesca Melandri[10]
- 2020 A. L. Kennedy[11]
- 2021 Navid Kermani[12]
- 2022 Miljenko Jergović[13]
- 2023 Philippe Sands[14]
- 2024 David Grossman[15]